# Lijst van voetbalinterlands Bolivia - Joegoslavië
Deze lijst van voetbalinterlands is een overzicht van alle officiële voetbalwedstrijden tussen de nationale teams van Bolivia en Joegoslavië. De landen speelden in totaal twee keer tegen elkaar. De eerste ontmoeting, een groepswedstrijd tijdens het Wereldkampioenschap voetbal 1930, werd gespeeld in Montevideo (Uruguay) op 17 juli 1930. Het laatste duel, een vriendschappelijke wedstrijd, vond plaats op 18 juni 1972 in Campo Grande (Brazilië).

## Wedstrijden
| № | Plaats       | Datum        | Competitie        | Wedstrijd             | Uitslag |
| - | ------------ | ------------ | ----------------- | --------------------- | ------- |
| 1 | Montevideo   | 17 juli 1930 | WK 1930           | Bolivia – Joegoslavië | 0 – 4   |
| 2 | Campo Grande | 18 juni 1972 | Vriendschappelijk | Bolivia – Joegoslavië | 1 – 1   |

## Samenvatting
| Competitie        | Totaal gespeeld | Winst Bolivia | Gelijk | Winst Joegoslavië | Doelsaldo Bolivia – Joegoslavië |
| ----------------- | --------------- | ------------- | ------ | ----------------- | ------------------------------- |
| WK-eindronde      | 1               | 0             | 0      | 1                 | 0 − 4                           |
| Vriendschappelijk | 1               | 0             | 1      | 0                 | 1 − 1                           |
| Totaal            | 2               | 0             | 1      | 1                 | 1 − 5                           |

Wedstrijden bepaald door strafschoppen worden, in lijn met de FIFA, als een gelijkspel gerekend.

## Details

### Eerste ontmoeting
| WK 1930 (Montevideo, Uruguay, 17 juli 1930): |       |                                                                        |
| Bolivia                                      | 0 – 4 | Joegoslavië                                                            |
|                                              | goals | 60' Ivan Bek 65' Blagoje Marjanović 67' Ivan Bek 85' Ðorde Vujadinović |

### Tweede ontmoeting
| Vriendschappelijk (Campo Grande, Brazilië, 18 juni 1972): |       |                      |
| Bolivia                                                   | 1 – 1 | Joegoslavië          |
| Mario Pariente 78'                                        | goals | 32' Josip Katalinski |